# 프란세스코 바라카

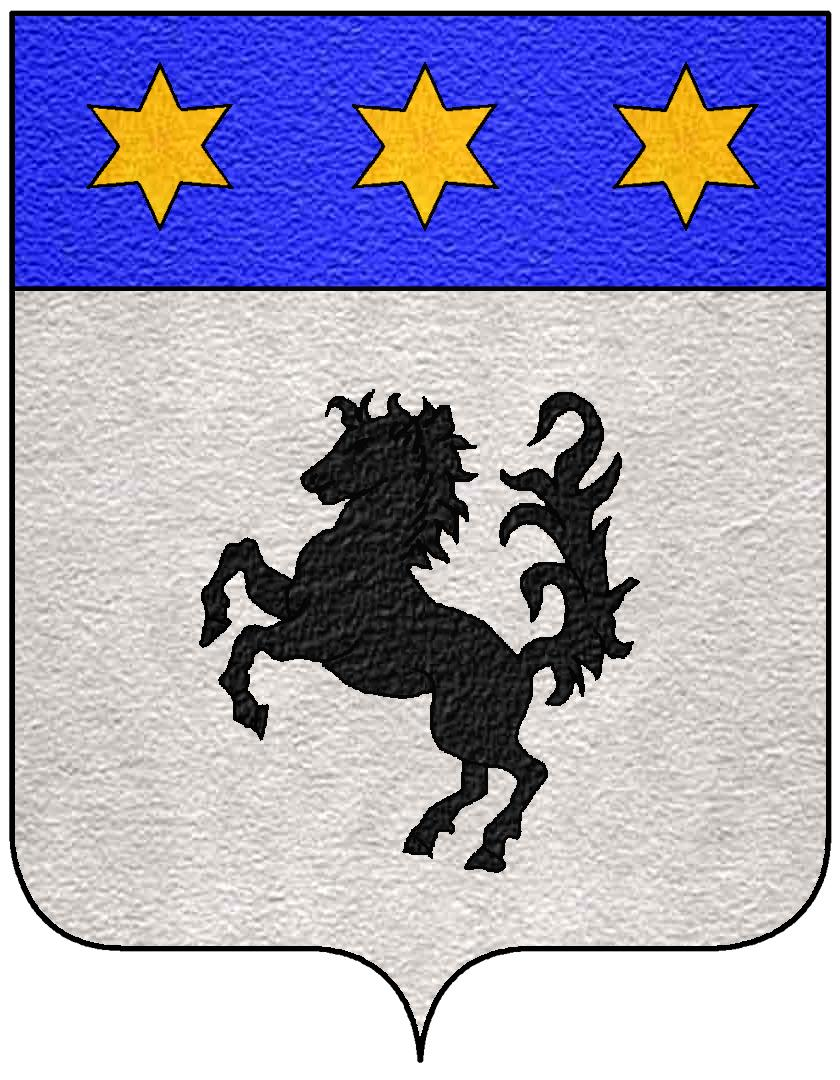
Baracca

프란세스코 바라카(Francesco Baracca, 1888년 5월 9일 ~ 1918년 6월 19일) 백작은 이탈리아의 공군 전투기 조종사이다.
1907년 모데나 육군사관학교에 입학했고, 1912년에 기병 장교로 임관했다. 바라카는 1912년 프랑스에서 처음 비행을 배우게 되었고, 제1차 세계 대전 초기에는 비행교관으로 근무했다.
바라카는 1914년 한 해 동안 다양한 비행 임무를 수행했다. 다음 해인 1915년, 이탈리아는 연합국에 가담했다. 이 때, 바라카는 복좌형 뉴포트기로 전환했지만, 1916년에 뉴포트 11로 전환했다. 그가 첫 번째 격추를 기록한 것은 4월 7일이었다. 이탈리아가 처음으로 거둔 군사적 성공이었다. 오스트리아-헝가리 제국과 싸우며 격추 수를 늘려나간 그는 그해 말에 에이스(격추왕)가 되었다. 특히 그는 그의 격추 수를 말 모양 문양에 새겨넣었고, 전쟁이 끝난 후 그 말 모양은 페라리 스포츠카의 상징이 되었다.
바라카는 1917년에 91전투기대의 지휘를 맡았다. 바라카는 뉴포트와 SPAD를 조종하면서 1917년 말까지 격추 대수를 30대까지 늘려나갔다. 1918년 6월 19일, 신형 전투기
Ansaldo A.1 Balilla의 조종사가 되어 공격 임무 수행 중 격추되어 전사했다. 그는 전사할 때까지 총 34대의 적기를 격추했다. 그의 시체는 며칠 뒤에 발견되었는데 머리에 총알 구멍이 있었다.